# Uniformed services of the United States

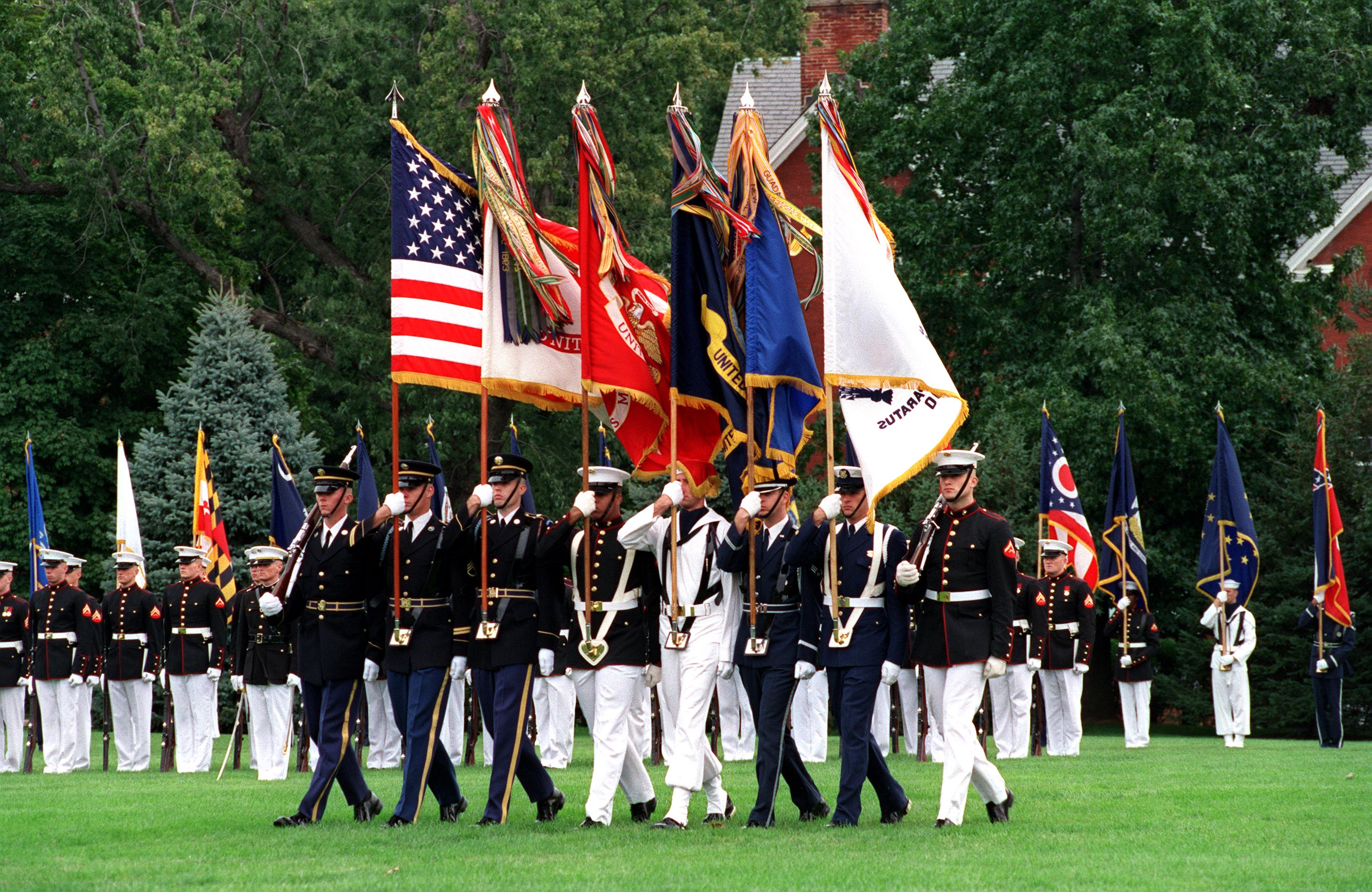
Parata della United States Joint Service Color Guard a Fort Myer, Contea di Arlington, Virginia.

Gli Uniformed services of the United States (in italiano: Servizi in uniforme degli Stati Uniti) sono gli otto servizi federali "in uniforme" che inquadrano pubblici ufficiali secondo le previsioni organiche e disciplinari delle norme contenute nei Titoli 10, 14, 33 e 42 dello United States Code.

## Definizione normativa
«Il termine "uniformed services" significa (10 U.S.C. § 101(a)(5)) —
- (A) le Forze armate degli Stati Uniti d'America
- (B) il corpo della National Oceanic and Atmospheric Administration; e
- (C) il corpo del Public Health Service.»

I sei "uniformed services" che compongono le United States Armed Forces sono definiti nella clause 10 (a)(4), —
che precede quella già citata:
«Il termine "armed forces" significa l'Esercito, la Marina, l'Aeronautica, il Corpo dei Marines, le Forze Spaziali e la Guardia costiera.»

## Caratteristiche
Sei fra gli uniformed services costituiscono le forze armate (USA), di cui cinque parte del  Dipartimento della difesa. La guardia costiera dipende dal Dipartimento della sicurezza interna ed ha sia funzioni militari, sia di polizia. Il Titolo 14 dello U.S. Code stabilisce che la guardia costiera ha status militare sempre, il che ne fa l'unico corpo militare al di fuori del Department of Defense. Durante un dichiarato stato di guerra, però, il Presidente o il Congresso possono ordinare che la guardia costiera operi come se fosse parte della marina.

## I servizi
Gli otto uniformed services sono, in ordine di precedenza per le formazioni cerimoniali:
1. United States Army
2. United States Marine Corps
3. United States Navy
4. United States Air Force
5. United States Coast Guard
6. United States Space Force
7. United States Public Health Service Commissioned Corps
8. National Oceanic and Atmospheric Administration Commissioned Corps

Ciascuno di loro è amministrativamente diretto da un dipartimento federale e dal corrispondente capo di gabinetto, che è un civile.

## I Dipartimenti del governo federale competenti

### United States Department of Defense (DOD)
Department of the Army (DA)
- United States Army (USA) — 14 giugno 1775

Department of the Navy (DON)
- United States Navy (USN) — 13 ottobre 1775
- United States Marine Corps (USMC) — 10 novembre 1775

Department of the Air Force (DAF)
- United States Air Force (USAF) — 18 settembre 1947
- United States Space Force (USSF) – 20 dicembre 2019

Nota: L'ordine di precedenza in seno al Department of Defense è stabilito dalla DOD Directive 1005.8 e non dipende dalla data in cui il Congresso ha provveduto alla rispettiva istituzione.

### United States Department of Homeland Security (DHS)
- United States Coast Guard (USCG) — 4 agosto 1790

### United States Department of Health and Human Services (HHS)
- United States Public Health Service Commissioned Corps (PHSCC) — 16 luglio 1798

### United States Department of Commerce (DOC)
- National Oceanic and Atmospheric Administration Commissioned Corps (NOAA Corps) — 2 maggio 1917

## Gli Uniformed services non combattenti

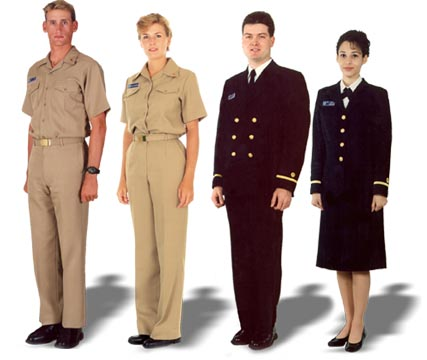
Uniformi del National Oceanic and Atmospheric Administration Commissioned Corps.

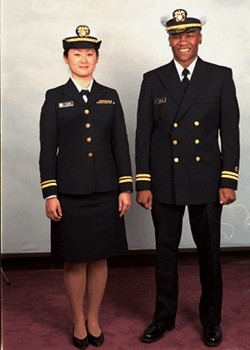
Uniformi invernali dell'United States Public Health Service Commissioned Corps.

- National Oceanic and Atmospheric Administration Commissioned Corps (NOAA Corps) è una branca in uniforme della National Oceanic and Atmospheric Administration (NOAA), che a sua volta fa parte del Department of Commerce.
- United States Public Health Service Commissioned Corps (PHSCC) è il sistema di personale in uniforme di sanità militare non combattente, dell'United States Public Health Service,[7] che a sua volta fa parte del Dipartimento della salute e dei servizi umani.

Il personale nei ruoli di NOAA e PHS veste uniformi derivate da quelle della marina militare, benché vari dettagli ed accessori di abbigliamento riflettano lo specifico servizio di tali pubblici ufficiali. Le retribuzioni sono equiparate a quelle dei militari di grado ed anzianità di servizi comparabili. Per di più, i componenti "militarizzati" del PHS godono delle garanzie previste da Uniformed Services Employment and Reemployment Rights Act e Servicemembers Civil Relief Act. Inoltre tutti e otto gli uniformed services sono soggetti alle norme del 10 USC 1408 — Uniformed Services Former Spouses Protection Act (USFSPA).
Ambedue gli uniformed services non combattenti consistono esclusivamente di ufficiali e non hanno sottufficiali né personale di truppa. Gli ufficiali dei due corpi in esame possono assumere effettivamente lo status militare per ordine del Presidente. A seconda del grado, tali ufficiali possono essere classificati nelle Categorie  III, IV, e V della Convenzione di Ginevra.
Lo U.S. National Geodetic Survey (predecessore del NOAA) in origine prese a conferire la qualità di militari ai suoi ufficiali per evitare che fossero trattati come spie se catturati mentre osservavano il campo di battaglia. Il Public Health Service (PHS) nasce da un sistema di ospedali marittimi creati nel 1798 dal Congresso americano. "per l'assistenza ai marinai malati o invalidi"; adottò il modello organizzativo militare nel 1871.